# توان نامی
توان نامی (به انگلیسی: Nominal power) یا توان اسمی یک ظرفیت توان در مهندسی است.

## پخش‌همگانی رادیویی
توان نامی یک اندازه‌گیری خروجی یک ایستگاه رادیویی موج متوسط است که در ایالات متحده استفاده می‌شود.

## افزاره‌های فتوولتائیک
توان نامی ظرفیت نامی افزاره‌های فتوولتائیک (PV) مانند سلول‌های خورشیدی، پنل‌ها و سامانه‌ها است و با اندازه‌گیری جریان و ولتاژ الکتریکی در مدار تعیین می‌شود، در حالی که مقاومت در شرایط دقیقاً تعین‌شده تغییر می‌کند.